# جو كارتر (لاعب كريكت)
جو كارتر (بالإنجليزية: Joe Carter)‏ (17 ديسمبر 1992 - ) هو لاعب كريكت نيوزلندي.

## وصلات خارجية
- جو كارتر على موقع إي آس بي آن كريك إنفو (الإنجليزية)